# Tobías Díaz Blaitry
Tobías Díaz Blaitry  (Ciudad de Panamá, 23 de marzo de 1919- 2 de octubre de 2005) poeta de Panamá.
Fue maestro en Panamá y posteriormente estudió en la Universidad de Panamá, graduándose de Profesor de Filosofía e Historia. Concurre a la Universidad de Chicago donde obtiene un Máster en Filosofía en 1950, y en 1963 se doctora en la Universidad Complutense, Madrid. Fue Secretario General de la Universidad de Panamá en la década de 1960. Fue profesor de las cátedras de filosofía y de lógica en la Universidad de Panamá. Tradujo poemas de la literatura norteamericana.
Su poesía es muy emotiva, pero a la vez el enfoque es desde un plano intelectual y filosófico, utilizando un lenguaje sencillo a la vez que vigoroso. 
Su trabajo como poeta le valió ser distinguido en varias ocasiones con el Premio Ricardo Miró. 

## Obras
- La luna en la mano (1944),
- Poemas del camino (1949),
- Pájaros de papel (1984).
- Imágenes del tiempo (1968),
- Poemas para el polvo y para el viento (1975),
- Memorial de arena (1976).